# Acilius Glabrio (Konsul)
Acilius Glabrio war ein römischer Politiker und Senator aus der gens Acilia. Nach Angabe des Dichters Juvenal (4, 94) bekleidete er das Amt des Konsuls. Unklar ist jedoch, wann dies gewesen sein soll, da er in den offiziellen Konsulatslisten nicht vorkommt. Wahrscheinlich war er unter Nero oder Domitian Suffektkonsul. Juvenal berichtet, dass Acilius Glabrio an Beratungen Domitians teilnahm. Glabrios Sohn Manius war im Jahr 91 Konsul.